# درموت بولگر

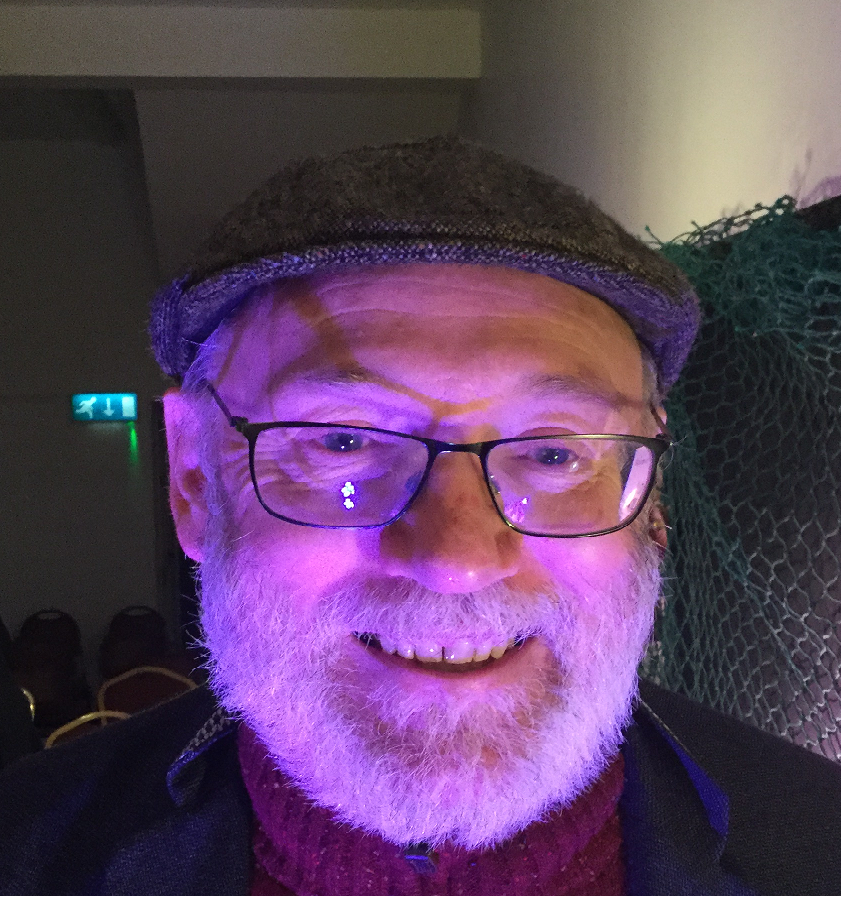
درموت بولگر

درموت بولگر (متولد ۱۹۵۹) رمان‌نویس، نمایشنامه‌نویس و شاعر ایرلندی است که در فینگلس، حومه دوبلین متولد شده‌است.
او عضو انجمن هنرمندان آوسدانا است
کارهای اولیه او - به ویژه سه رمان اول او، که همگی در حومه دوبلین طبقه کارگر در فینگلس اتفاق می‌افتند، و سه‌گانه نمایشنامه‌های او که چهل سال زندگی در بلوک‌های برج بلند بالیمون در نزدیکی را نشان می‌دهند که از آن زمان تخریب شده‌اند - اغلب نگران بودند. با بیان تجربیات شخصیت‌های طبقه کارگر که به دلایل مختلف احساس بیگانگی از جامعه می‌کنند.
در دهه‌های اخیر او به‌عنوان دستیار سردبیر صفحه «نوشتن ایرلندی جدید» که توسط سیاران کارتی در روزنامه‌های ایرلندی متوالی از سال ۱۹۸۹ ویراستار می‌شد، فعالیت می‌کرد. این سنت همچنان توسط دیوید مارکوس در سال ۱۹۶۹ آغاز شد. برنی، درگذشت.